# Enveloppe de Karoubi
En mathématiques, l’enveloppe de Karoubi d'une catégorie C est une classification des idempotents de C, au moyen d'une catégorie auxiliaire. Elle porte le nom du mathématicien français Max Karoubi.

## Définition
Soit une catégorie C, alors un idempotent de C est un endomorphisme :
{\displaystyle e:A\rightarrow A\,}
qui vérifie e2 = e. Son enveloppe de Karoubi, parfois notée Split(C), est une catégorie dont les objets sont les paires de la forme (A, e) avec e : A → A un idempotent de C, et les morphismes sont les triplets de la forme :
{\displaystyle (e,f,e^{\prime }):(A,e)\rightarrow (A^{\prime },e^{\prime })\,}
avec f : A → A’ un morphisme de C qui vérifie {\displaystyle \scriptstyle e^{\prime }\circ f=f=f\circ e} ou, de manière équivalente, {\displaystyle \scriptstyle f=e'\circ f\circ e}.
La composition dans Split(C) se fait comme dans C, mais le morphisme identité de {\displaystyle (A,e)} sur Split(C) est (e,e,e), au lieu de l'identité de A.
La catégorie C est incluse dans Split(C). De plus, dans Split(C), tout idempotent est scindé : pour tout idempotent f : (A,e) → (A,e), il existe une paire (g : (A,e) → (A’’,e’’), h : (A’’,e’’) → (A,e)) telle que :
{\displaystyle f=h\circ g\,} et {\displaystyle g\circ h=1\,}.
L'enveloppe de Karoubi d'une catégorie C peut ainsi être considérée comme la « complétion » de C, qui scinde les idempotents.
L'enveloppe de Karoubi d'une catégorie C peut de façon équivalente être définie comme la sous-catégorie pleine de {\displaystyle {\hat {\mathbf {C} }}} (les préfaisceaux sur C) des rétractée des foncteurs représentables.

## Automorphismes de l'enveloppe de Karoubi
Un automorphisme de Split(C) est de la forme (e, f, e) : (A, e) → (A, e), d'inverse (e, g, e) : (A, e) → (A, e) qui vérifie :
{\displaystyle g\circ f=e=f\circ g\,} ;
{\displaystyle g\circ f\circ g=g\,} ;
{\displaystyle f\circ g\circ f=f\,} ;
Si on se contente, au lieu de la première équation, de la relation {\displaystyle \scriptstyle g\circ f=f\circ g}, alors f est un automorphisme partiel, d'inverse g. Une involution (partielle) de Split(C) est un automorphisme (partiel) auto-inverse.

## Exemple
Si C est muni du produit, alors un isomorphisme f : A → B étant donné, l'application f × f -1 : A × B → B × A, composée avec son application canoniquement symétrique γ : B × A → A × B, est une involution partielle.